# 劉則和
劉則和，福建福州府长乐县人，明朝政治人物。

## 生平
成化四年（1468年）舉戊子科福建鄉試。成化十四年，登戊戌科會試中進士，官至刑部主事。

## 家族
曾祖父劉永昇。祖父劉叔澄。父亲劉汝材。